# Nils G. Åsling
Nils Gunnar Åsling, född 15 december 1927 i Alsens församling, Jämtlands län, död 12 augusti 2017 i Sofia distrikt i Stockholm, var en svensk politiker (centerpartist), lantbrukare och företagare. 

## Biografi
Nils G. Åsling var son till lantbrukaren Per Åsling och distriktssköterskan Anna, född Paulsson. Han gifte sig 1955 med Karin Frändén (1929–2010) och blev far till Per Åsling.Åsling bedrev studier vid Stockholms högskola 1954–1956 och tog en socionomexamen 1955. Han var innehavare av eget lantbruk från 1957, Norrlandsredaktör för Jordbrukarnas Föreningsblad 1953–1965, informationschef vid NCB 1963–1969, styrelseledamot i Länsförsäkringsbolagens förening 1966–1976 och LT:s förlag 1973–1976. Han var styrelseordförande i Föreningsbankernas bank 1974–1976 och från 1983, ordförande i Sveriges föreningsbankers förbund 1976–1977 och från 1984, Hushållningssällskapens förbund från 1983, styrelseledamot i Industrifonden från 1984, Aktiefrämjandet från 1984 och i Rymdbolaget 1985–1998. Nils G. Åsling var styrelseledamot i länsstyrelsen i Jämtlands län 1971–1975, ledamot av Svenska Food and Agriculture Organization-kommittén 1973–1975, safeguardnämnden vid statens kärnkraftsinspektion från 1975, ordförande i skogsbranschrådet 1977–1982, småföretagsdelegationen 1979–1982, näringspolitiska rådet 1979–1982, regionalpolitiska rådet 1979–1982, industriella och tekniska rådet 1981–1982 och delegationen för arbetskooperationen 1981–1982. Han var ledamot av utredningen om stöd till jordbruket i Norra Sverige 1970–1972, sysselsättningsutredningen 1974–1976 och röstvärdeskommittén 1984, vidare styrelseledamot i Lantbrukarnas Riksförbund 1964–1977 och från 1983, 2:e vice ordförande 1970–1976, och vice ordförande Swedish Cooperative Centre 1966–1976. Åsling var ordförande i centerns partidistrikt Jämtlands län 1970–1977 och blev ledamot av partistyrelsen 1979. Han satt i kommunal- och kommunfullmäktig i Alsen 1959–1973, var ledamot av kommunalnämnden 1955–1966 och dess ordförande 1959–1966, kommunfullmäktig i Krokom 1973–1974, ledamot av valberedningen 1973–1974 samt landstingsledamot för Jämtlands län 1963–1970.
Åsling var riksdagsledamot (c) 1969–1988, ordförande i finansutskottet 1974–1976 samt statsråd och chef för industridepartementet (industriminister) 8 oktober 1976 – 18 oktober 1978 och 12 oktober 1979 – 8 oktober 1982.
Åsling var ständig ledamot av IVA:s näringslivsråd.

### Åslings tid som industriminister
Sverige drabbades under senare delen av 1970-talet av en svår industrikris till följd av ett högt kostnadsläge samtidigt som efterfrågan på industriprodukter i omvärlden sjönk. Under Åslings tid som industriminister genomfördes därför genomgripande strukturförändringar, bland annat inom varvs- och stålindustrin. För att genomföra dessa åtgärder bildades 1978 till exempel av staten och enskilda företag Svenskt Stål AB. Företaget blev efter stora rationaliseringsprogram mycket framgångsrikt. Detta innebar också att gruppen Statsföretags avveckling inleddes.
Kritikerna till Åslings politik brukade kalla dessa insatser för "Industriakuten", genom att staten fick ansvar för allt fler företag inom vitt skilda branscher samtidigt som mycket av produktionen lades på lager eller såldes bort till priser, som låg under tillverkningskostnaderna för att hålla arbetskraften sysselsatt. Subventionerna av Svenska Varv AB kostade exempelvis mellan 1975 och 1985 omkring 35 miljarder kronor. Nödvändig reformering av varvsstödet motarbetades av fackföreningsrörelse och socialdemokraterna. När regeringen Fälldin II återkom efter valet 1979 hade dess majoritet i kammaren reducerats till 1 mandat. Eftersom ett par folkpartister i voteringen om varvsstödet gav sitt stöd åt den socialdemokratiska oppositionen kom det att dröja till 1982 års riksdag innan stödet till lagerproduktion av fartyg slopades.
Avgörande steg togs under denna tid också för att utveckla flygindustrin och rymdverksamheten, ett särskilt program för att utveckla småföretag genomfördes också, bland annat genom att inrätta regionala riskkapitalbolag. Dessa åtgärder drog betydande kostnader, men har ändå visat sig gynnsamma för utvecklingen av svenskt näringsliv. Samtidigt befann sig svensk ekonomi i likhet med omvärlden i en djup lågkonjunktur vid den här tiden. I ett internationellt perspektiv var den ekonomiska situationen likadan i de flesta västländer.